# 茂呂おりえ
茂呂 おりえ(もろ おりえ、11月1日 - )は、日本の漫画家・イラストレーター。千葉県出身。血液型はA型。
2007年、第44回なかよし新人まんが賞佳作『はじまりの電車』でデビュー。『なかよし』、『なかよしラブリー』(いずれも講談社)で執筆している。2009年-2012年にかけて本誌登場、連載を手掛けた。代表作は『羊がいっぴき』・『神か悪魔か』・『ふたりのヒミツ。』
影響を受けた漫画として『怪盗セイント・テール』(立川恵)を挙げている。

## 作品リスト
- はじまりの電車 (なかよしラブリー 2007年秋の号、講談社)
- 猫とリボンと男の子 (なかよしラブリー 2008年初夏の号、講談社)
- カレ、時々おにいちゃん。(なかよしラブリー 2008年秋の号、講談社)
- ニコニコ☆クラス (なかよしラブリー 2008年冬の号、講談社)
- 恋する保健室 (なかよし 2009年3月号、講談社)
- 羊がいっぴき (なかよし 2009年8月号-10月号、講談社)
- hana*（オムニバスコミック『恋は、けだもの。』に収録、講談社）
- かげふみ (オムニバスコミック『地獄少女 閻魔あいセレクション 激こわストーリー 絶』に収録、講談社)
- 神か悪魔か (なかよし 2010年6月号-2011年1月号、講談社)
- ふたりのヒミツ。 (なかよし 2011年4月号-2012年2月号、講談社)
- Girls Stage〜ダンスでミラクルを起こせ!〜 (ガールズステージ 2012年8月号 主婦の友社)